# Icupima ampliata
Icupima ampliata là một loài bọ cánh cứng trong họ Cerambycidae.